# Yōjirō Uetake
Yōjirō Uetake (jap. 上武洋次郎 Uetake Yōjirō; ur. 12 stycznia 1943 w Tatebayashi), japoński zapaśnik. Dwukrotny złoty medalista olimpijski.

Zawodnik Oklahoma State Cowboys

Walczył w stylu wolnym, w kategorii koguciej (do 57 kilogramów). Brał udział w dwóch igrzyskach (IO 64, IO 68), na obu triumfował. Studiował na amerykańskim Oklahoma State University.
Zawodnik Oklahoma State University. Trzy razy All-American (1964–1966) w NCAA Division I, pierwszy w 1964, 1965 i 1966 roku.